# Gérard Feldzer

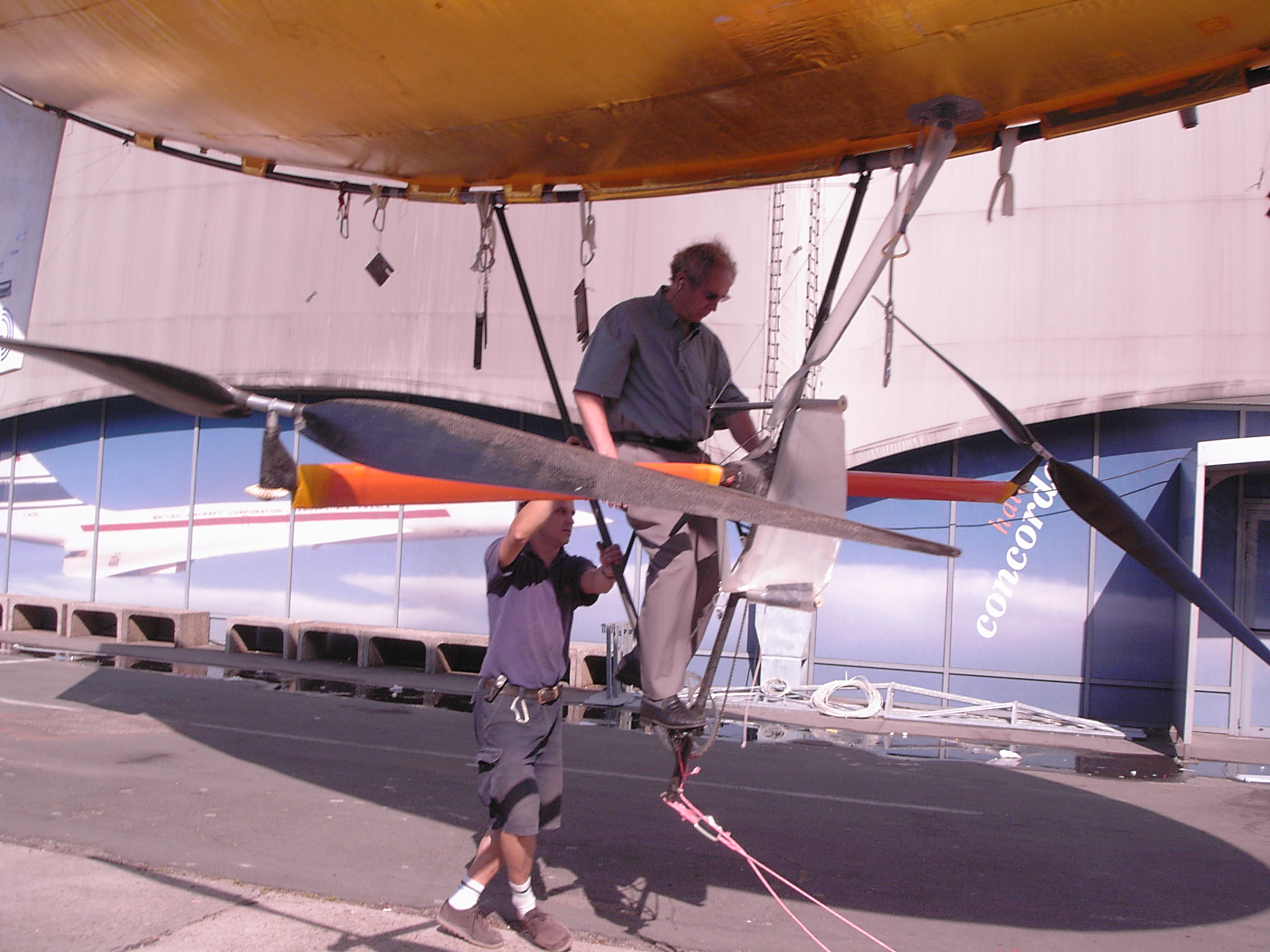
Gérard Feldzer (2005)

Gérard Feldzer (* 10. Februar 1944 in Aurec-sur-Loire) ist ein französischer Luftfahrtexperte und Präsident der Nichtregierungsorganisation Aviation Sans Frontières. Er ist Luftfahrtingenieur sowie ehemaliger Linienpilot, Präsident des Aéro-Club de France (1995–2005) und Direktor des Musée de l’air et de l’espace (2005–2010).
Von 2010 bis 2015 war Feldzer für das Département Hauts-de-Seine Mitglied der Fraktion Europe Écologie-Les Verts (EELV) im Regionalrat der Île-de-France. In dieser Funktion war er Präsident des Comité régional de Tourisme d’Île-de-France und Vizepräsident der Ports de Paris.
Er ist ein enger Freund von Nicolas Hulot.

## Leben
Gérard Feldzer wurde als einer von drei Söhnen russischer Immigranten geboren. Sein Vater, Vadim Feldzer (1907–1944), ein Ingenieur und Résistancekämpfer jüdischen Glaubens, kam bei der Entwicklung einer Granate ums Leben, als Gérard sechs Monate alt war. Sein Tod wurde als Mort pour la France anerkannt. Nach Ende des Zweiten Weltkrieges zog seine Mutter mit ihm nach Paris. Seine Brüder und er waren Pupilles de la Nation (dt.: „Mündel der Nation“). Feldzer war kein fleißiger Schüler, erhielt aber als 17-Jähriger die Möglichkeit, ohne Baccalauréat ein Ingenieurstudium an der ESTACA aufzunehmen.
Nach Abschluss seines Studiums im Jahr 1968 gründete er für den Studentenverband UNEF ein Feriendorf in Tunesien. Nach zwei Jahren kehrte er nach Frankreich zurück, um wie sein Onkel, der Kampfpilot im Geschwader Normandie-Njemen war, Flieger zu werden. Die Ausbildung zum Flugzeugführer absolvierte er an der ENAC.
Feldzer begann seine Karriere als Linienpilot bei Air Algérie (1973–1974) und wechselte dann zur Aéropostale, wo er von 1974 bis 1976 Nachtflüge durchführte. Bei Air France war er Pilot auf Sud Aviation Caravelle, Boeing 707 und 747, Kapitän (1989–1992), dann Instructor Captain (1992–2004) auf Airbus A310, A340 und A330.
1985 bewarb er sich um eine Stelle als Astronaut und gehörte zu den zehn Finalisten für die 2. Auswahlgruppe der Raumfahrer des CNES.
Zwischen 1995 und 2005 wurde er Präsident des Aéro-Club de France. Während seiner Präsidentschaft wurde das 100-jährige Bestehen des Clubs gefeiert und zu diesem Anlass organisierte er eine große Flugzeugausstellung in Paris auf den Champs-Élysées.
Von 2005 bis August 2010 war Gérard Feldzer Direktor des Musée de l’Air in Le Bourget. Dort realisierte er zahlreiche Animationen und Kreationen, darunter „Planete Pilote“ („Pilotplanet“), die weltweit erste Weltraumausstellung für Kinder im Alter von 6 bis 12 Jahren. Er war 2001 Mitbegründer von Zebunet (einer Mikrokreditorganisation für arme Bauern in südlichen Ländern) und ist seitdem deren Vizepräsident. Außerdem gründete er das Projekt „Les ailes de la ville“, bei dem es um die Ausbildung und Integration junger Menschen aus den Vororten durch die Reparatur und den Bau von Flugzeugen geht.
Als Gründer und Präsident des Vereins „Transports passion“ organisiert er seit 2005 jährliche Konferenzen, Ausstellungen und Veranstaltungen zum Thema Ökomobilität.

## Medialer Auftritt
Feldzer moderiert eine Radiosendung auf France Info. Er wird als Luftfahrtexperte angesehen.

## Schriften (Auswahl)
- Demain je serai pilote. Gallimard jeunesse, Paris 1999, ISBN 978-2-07-052445-7.
  - Traumberuf: Pilot. ArsEdition, München 2000, ISBN 978-3-7607-5673-8 (Übersetzung ins Deutsche von Gisela Schilling).
- Si tu peux, vas-y ! Journal d’un pilote aventurier. Xo éditions, Paris 2016, ISBN 978-2-84563-816-7.
- mit Michel Polacco, Carl Warner, Stephen Woolford: L’histoire de l’aviation. Gründ, Paris 2019, ISBN 978-2-324-02514-3.

## Auszeichnungen
- Feldzer ist Ehrenpräsident des Aéro-Club de France.[14]
- Am 26. Juni 2012 wurde er zum Offizier der Ehrenlegion ernannt. Ende 2022 wurde er vom Umweltminister Christophe Béchu zum Kommandeur der Ehrenlegion erhoben.[15]